# Mergini
Mergini – plemię ptaków z rodziny kaczkowatych (Anatidae). W polskim nazewnictwie dla tego taksonu stosuje się nazwę tracze. Traczami nazywa się również potocznie przedstawicieli rodzaju Mergus.

## Zasięg występowania
Plemię obejmuje gatunki występujące w Eurazji i Ameryce.

## Charakterystyka
Ptaki te charakteryzują się następującymi cechami:
- długość ciała w granicach 32–60 cm
- długość skrzydła 15–30 cm
- masa 500–2000 g
- różnorodnie upierzone (od czarnego po niebieskie)
- silnie zaznaczony dymorfizm płciowy
- żywią się pokarmem zwierzęcym lub mieszanym
- gatunki drapieżne mają charakterystyczny, wąski, ostry dziób z blaszkami przekształconymi w ostre ząbki
- nurkują osiągając do 60 m
- gniazdo na ziemi, w szczelinie skalnej lub dziupli
- wyprowadza jeden lęg w roku, jaja wysiaduje i opiekuje się pisklętami wyłącznie samica.

## Systematyka
Do plemienia należą następujące rodzaje:
- Clangula Leach, 1819 – jedynym przedstawicielem jest Clangula hyemalis (Linnaeus, 1758) – lodówka
- Camptorhynchus Bonaparte, 1838 – jedynym przedstawicielem jest wymarły[6] Camptorhynchus labradorius (J.F. Gmelin, 1789) – kaczka labradorska
- Polysticta Eyton, 1836 – jedynym przedstawicielem jest Polysticta stelleri (Pallas, 1769) – birginiak
- Somateria Leach, 1819
- Histrionicus Lesson, 1828 – jedynym przedstawicielem jest Histrionicus histrionicus (Linnaeus, 1758) – kamieniuszka
- Melanitta Boie, 1822
- Bucephala S.F. Baird, 1858
- Mergellus Selby, 1840 – jedynym żyjącym przedstawicielem jest Mergellus albellus (Linnaeus, 1758) – bielaczek
- Lophodytes Reichenbach, 1853 – jedynym przedstawicielem jest Lophodytes cucullatus (Linnaeus, 1758) – kapturnik
- Mergus Linnaeus, 1758